# Elaphoglossum amphioxys
Elaphoglossum amphioxys är en träjonväxtart som beskrevs av John T. Mickel. Elaphoglossum amphioxys ingår i släktet Elaphoglossum och familjen Dryopteridaceae. Inga underarter finns listade.